# Errinopora
Errinopora is een geslacht van neteldieren uit de familie van de Stylasteridae.

## Soorten
- Errinopora cestoporina Cairns, 1983
- Errinopora dichotoma Lindner & Cairns, 2011
- Errinopora disticha Lindner & Cairns, 2011
- Errinopora fisheri Lindner & Cairns, 2011
- Errinopora nanneca Fisher, 1938
- Errinopora porifera (Naumov, 1960)
- Errinopora pourtalesii (Dall, 1884)
- Errinopora stylifera (Broch, 1935)
- Errinopora undulata Lindner & Cairns, 2011
- Errinopora zarhyncha Fisher, 1938